# San Francisco (Acosta)
Pour les articles homonymes, voir San Francisco (homonymie).
San Francisco est l'une des deux divisions territoriales et statistiques et l'unique paroisse civile de la municipalité d'Acosta dans l'État de Monagas au Venezuela. Sa capitale est San Francisco.